# II-21
Die II-21 (bulgarisch Републикански път ІІ-21 Republikanski pat II-21, „Republikstraße II-21“) ist eine Hauptstraße (zweiter Ordnung) in Bulgarien.

## Verlauf
Die Straße zweigt von der Straße I-2 in Russe (bulgarisch Русе) kurz hinter der Giurgiu-Russe-Freundschaftsbrücke über die Donau ab und folgt, teils in einigem Abstand vom Fluss, diesem nach Osten. Sie führt über Sliwo Pole (Сливо поле) und Nowa Tscherna (Нова Черна) sowie südlich an Tutrakan (bulgarisch Тутракан); die westlich der Stadt kreuzende II-49 verlängert sich in das Zentrum und zur Donaufähre in das rumänische Oltenița und zur rumänischen Straße Drum național 4. Östlich von Tutrakan entfernt sich die II-21 von der Donau und führt über Tarnowzi (Търновци), Safirowo (Зафирово) und Srebarna (Сребърна) mit dem Biosphärenreservat Srebarna bis kurz vor dem an der Grenze gelegenen Silistra (bulgarisch Силистра), in das die abzweigende Straße III-213 hineinführt, und im weiten Bogen an Kalipetrowo (Калипетрово) vorbei zur Straße I-7 südlich von Silistra. Diese zweigt knapp östlich von Silistra von der rumänischen Straße Drum național 3 ab, die unmittelbar östlich von Silistra die Donau mittels eine Fähre quert und dann dem südlichen Donau-Hauptarm folgt. Die II-21 wird östlich der Straße I-7 von der Straße II-71 fortgesetzt.